# فرانك إي. فلاورز
فرانك إي. فلاورز (بالإنجليزية: Frank E. Flowers)‏ هو منتج أفلام وكاتب سيناريو ومخرج أمريكي، ولد في 1 أغسطس 1979 في جزر كايمان في المملكة المتحدة.

## وصلات خارجية
- فرانك إي. فلاورز على موقع IMDb (الإنجليزية)
- فرانك إي. فلاورز على موقع ألو سيني (الفرنسية)
- فرانك إي. فلاورز على موقع أول موفي (الإنجليزية)
- فرانك إي. فلاورز على موقع قاعدة بيانات الأفلام السويدية (السويدية)
- فرانك إي. فلاورز على موقع قاعدة بيانات الفيلم (الإنجليزية)
- فرانك إي. فلاورز على موقع كينوبويسك (الروسية)